# Milan Jakobec
Milan Jakobec (* 12. března 1951 Praha) je český diplomat, v letech 2005 až 2009 velvyslanec ČR v Kostarice a mezi roky 2009 a 2012 na Kubě a Bahamách (na Kubě však pouze jako chargé d'affaires)..
Vystudoval střední školu SVVŠ Parléřova a poté Právnickou fakultu a FAMU v oboru scenáristika a dramaturgie. Byl místopředsedou Federální rady pro rozhlasové a televizní vysílání a poté také vedoucí úřadu Rady ČR pro rozhlasové a televizní vysílání. Od roku 1994 působí na Ministerstvu zahraničních věcí ČR jako diplomat.
V zahraničí vykonával diplomatické funkce na velvyslanectví v Londýně, poté byl ředitelem Diplomatické akademie a následně velvyslancem v kostarickém San José a vedoucím velvyslanectví (chargé d'affaires) Havaně.